# U-Bahnhof Holzhauser Straße

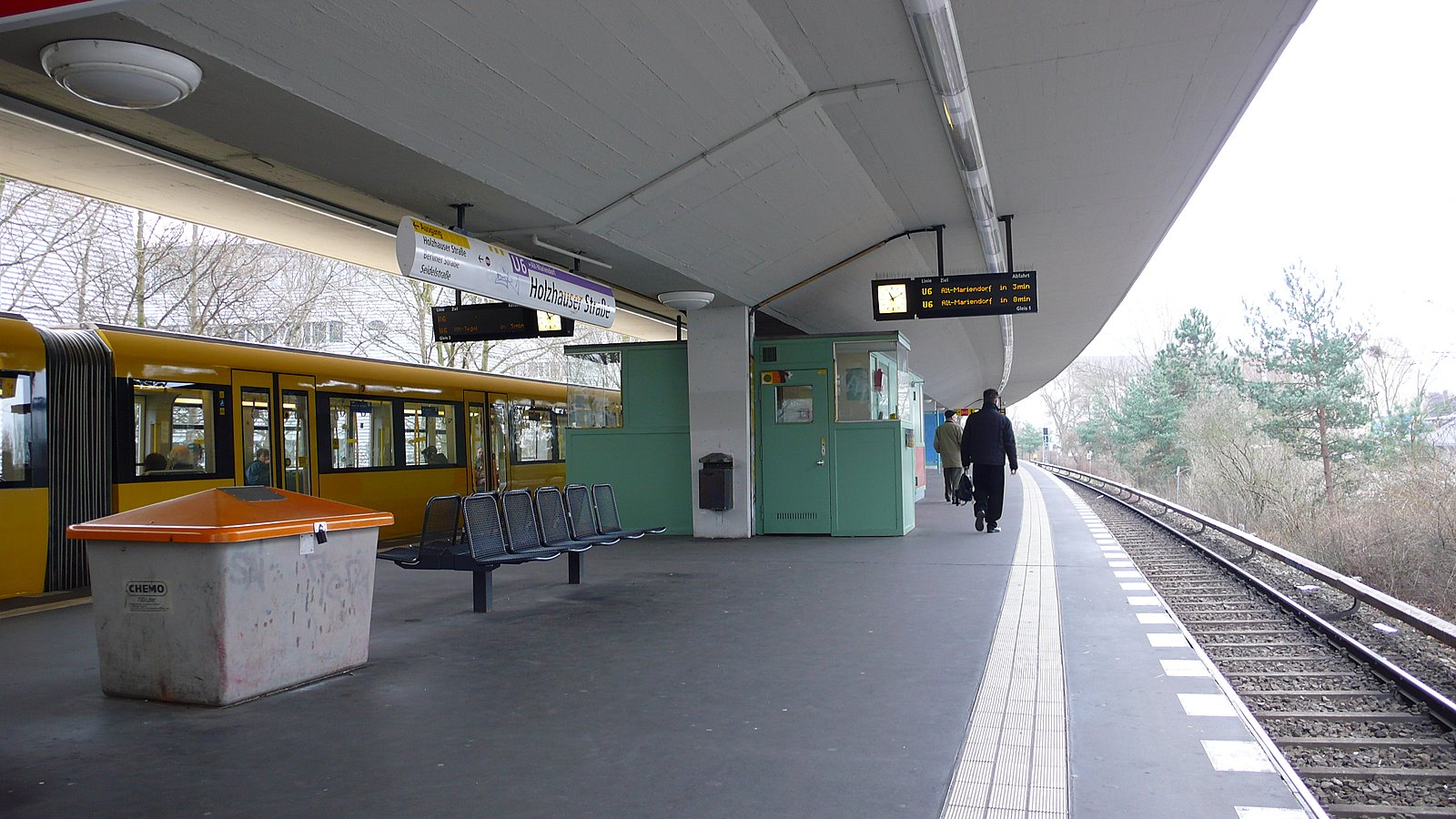
Bahnsteig des U-Bahnhofs Holzhauser Straße

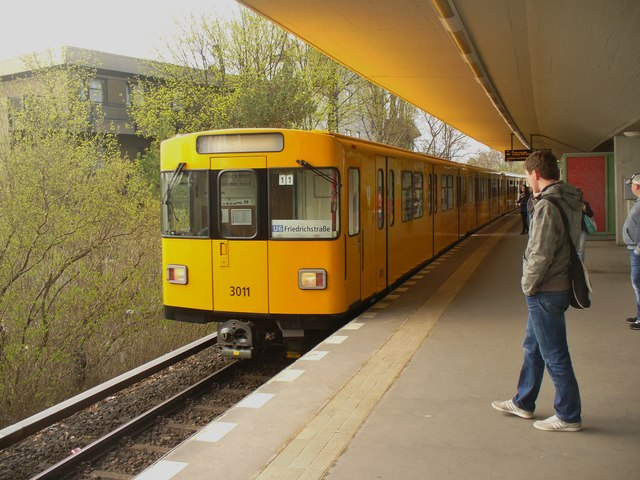
F92-Zug der BVG-Baureihe F mit Ziel Friedrichstraße auf dem Gleis Richtung U-Bahnhof Alt-Mariendorf, 2013

Der U-Bahnhof Holzhauser Straße (ⓘ) ist ein Bahnhof der Linie U6 der Berliner U-Bahn. Er befindet sich als einer von drei oberirdischen Bahnhöfen der U6 im Berliner Ortsteil Tegel des Bezirks Reinickendorf. Der U-Bahnhof wurde am 31. Mai 1958 eröffnet und trägt im Bahnhofsverzeichnis der BVG das Kürzel Hh. Er ist 788 Meter vom U-Bahnhof Borsigwerke und 698 Meter vom U-Bahnhof Otisstraße entfernt. Der Bahnhof wurde von Bruno Grimmek entworfen.
Der Bahnhof verfügt über einen vollständig überdachten Mittelbahnsteig, auf den man über einen Zugang am nördlichen Bahnsteigende mit einer Vorhalle gelangen kann, und liegt 7,1 Meter über Straßenniveau. Die Gestaltung ist schlicht gehalten: Die Decke ist schmetterlingsartig und grau gehalten, der Bahnsteig wurde zweckmäßig gebaut. Die Mittelstützen bestehen aus einfachen weißen Quaderblöcken.
Ursprünglich sollte der Bahnhof bis 2016 barrierefrei umgebaut und ein Aufzug installiert werden. Als dies nicht erfolgte, wurde der Bau für das Jahr 2020 vorgesehen. Im gleichen Zeitraum sollte der stark in der Bausubstanz beschädigte Bahnsteig und das Dach saniert werden. Im Zuge der Grundsanierung und Instandsetzung des Streckenabschnitts zwischen Kurt-Schumacher-Platz und Alt-Tegel ab Februar 2023 ist sowohl eine Sanierung des Bahnhofs selbst, wie auch der barrierefreie Ausbau vorgesehen. Der barrierefreie Ausbau fand nicht statt, ist aber aktuell zum Jahr 2027 geplant.

## Anbindung
| Linie | Verlauf |
| ----- | --- |
|       | Alt-Tegel – Borsigwerke – Holzhauser Straße – Otisstraße – Scharnweberstraße – Kurt-Schumacher-Platz – Afrikanische Straße – Rehberge – Seestraße – Leopoldplatz – Wedding – Reinickendorfer Straße – Schwartzkopffstraße – Naturkundemuseum – Oranienburger Tor – Friedrichstraße – Unter den Linden – Stadtmitte – Kochstraße – Hallesches Tor – Mehringdamm – Platz der Luftbrücke – Paradestraße – Tempelhof – Alt-Tempelhof – Kaiserin-Augusta-Straße – Ullsteinstraße – Westphalweg – Alt-Mariendorf |

Am U-Bahnhof bestehen Umsteigemöglichkeiten von der Linie U6 zu den Omnibuslinien X33, 133 und N33 der BVG.